# Музыкальная газета
«Музыкальная газета» – белорусское еженедельное издание, посвящённое музыке и шоу-бизнесу.

## История
Основана в Минске в 1996 году издателем Анатолием Викторовичем Кирюшкиным (ООО «Нестор»). Газета выходила первоначально один раз в неделю, затем один раз в две недели, на русском языке, распространялась на территории Республики Беларусь, а также через частных распространителей на рынках Украины и России. Тираж в разные годы варьировался от 7 000 экземпляров до 19 500, затем тираж резко упал, продолжал снижаться последующие годы, а последний номер вышел в декабре 2007 года тиражом 2 514 экземпляров.
До 2003 года газета выходила в цветном формате и рассказывала как о западной, так и о белорусской и русской музыке. С 2003 года газета стала писать исключительно о белорусской музыке (освещение западной музыки перекочевало в новый журнал «НОТ-7»), сменила дизайн и перешла на 8 страниц (вместо 16) в чёрно-белом исполнении.
Практически с самого начала главным редактором издания являлся Олег «О’К» Климов, известнейший белорусский музыкальный журналист. За время своего существования газета стала знаковым изданием для белорусских ценителей музыки и имела успех в Москве и Санкт-Петербурге, главным образом благодаря огромному количеству опубликованных материалов и высокому (в первые годы) качеству публикаций.
В преддверии 2008 года в силу финансовых причин газета прекратила своё существование.
В 2023 году на краудфандинговой платформе Patreon была опубликована PDF-версия книги «Хроники “Нестора”» — попытка двух авторов «Музыкальной газеты» рассказать историю газеты, а также других изданий ООО «Нестор».